# Amadeo Bordiga
Amadeo Bordiga (Resina, avui en dia Ercolano, 13 de juny de 1889 – Formia, 23 de juliol de 1970) va ser un polític comunista italià, un dels fundadors del Partit Comunista d'Itàlia (PCI), juntament amb Antonio Gramsci i Palmiro Togliatti.

## Trajectòria
El 1912 es va adherir al Partit Socialista Italià. Després de la Revolució Russa de 1917 s'identificà amb el moviment comunista, creant el corrent "Comunistes Abstencionistes" en el si del PSI. Es definia com abstencionista en quant que s'oposava a la participació en les eleccions. Aleshores s'inicià una divisió en el si del PSI entorn de l'acceptació o no de les condicions fixades per Lenin per entrar a la Tercera Internacional. Aquesta divisió va culminar, el 1921, amb la creació del Partit Comunista d'Itàlia.
Amadeo Bordiga va ser el primer secretari general del PCI fins a la seva detenció el 1923. A partir de llavors la seva posició en el partit seria molt marginal, fins que el 1930 fou expulsat per defensar Trotski. En els anys que seguiren no va dur a terme cap activitat política, ja que estava vigilat pel règim de Mussolini.
Després de la caiguda del règim feixista, Bordiga començà a col·laborar en diverses revistes. En les seves publicacions critica la idea estalinista del "socialisme en un sol país".
El 1945 va fundar, al costat d'altres ex-dirigents comunistes, el Partit Comunista Internacional (Partito Comunista Internazionale). El petit partit que es considerava fidel al marxisme i enfrontat a l'estalinisme, denunciava "des de l'esquerra" l'URSS, el sistema econòmic de la qual considerava com un capitalisme d'Estat.